# زود دويتشه تسايتونج

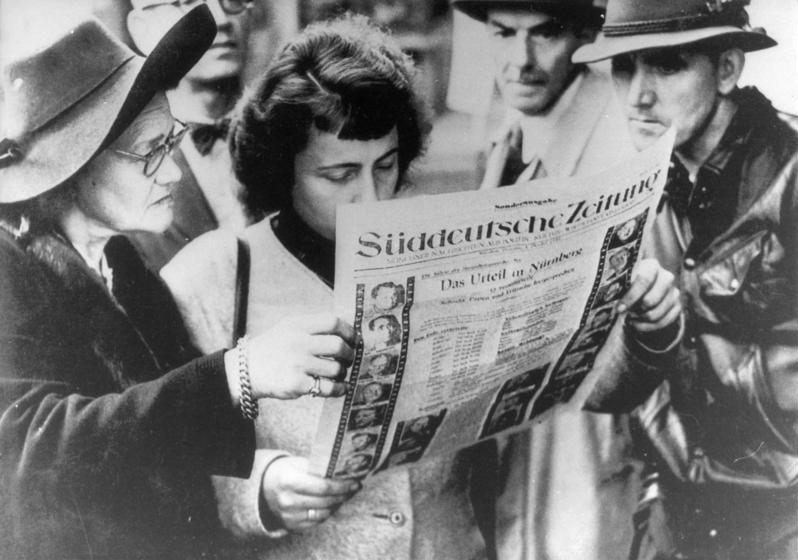
صورة من أرشيف ألمانيا الأتحادية في مدينة نورينبيرغ عام 1946

زود دويتشه تسايتونج (بالألمانية: Süddeutsche Zeitung) هي صحيفة ألمانية باشتراك وطني يومي، توجد دار النشر الخاصة بالصحيفة في مدينة ميونخ الالمانية، حيث انشات واخذت بعد ذلك التصريح بالنشر من قبل مراقبة الاعلام التابع لقوات الاحتلال الأمريكي انذاك.وباعت انذاك كمية تقدر ب 392,204 نسخة، ومنذ عام 1998 انخفضت المبيعات بنسبة 5.2 % .
وبوجه خاص منحت صحيفة زود دوتشي تسايتونج وزن ثقيل للثقافة في السنوات القليلة الماضية، فكانت لها ميزة تتبع مباشر على الشق السياسي.
توجد لها العديد من مكاتب التحرير المحلية في كل من المدن الاتية: أوغسبورغ، برلين ودرسدن، دوسلدورف، فرانكفورت، هامبورغ، كارلسروه، نورنبرغ، ريغنسبورغ وشتوتغارت.
في صيف عام 2005 أجري استفتاء على نطاق واسع من قبل الصحفيين اللألمان باسم (الرائدة المتوسطة)، حيث هاجم نسبة 34.6% من اصل 1536 صحفي شارك في الأستفتاء صحيفة زود دوتشي تسايتونج، وذلك لكي يجمعو المعلومات أو للعثوار على اقتراحات ممكنة.

## تاريخ الصحيفة
كانت بداية الصحيفة من عام 1848 إلى عام 1945 تابعة لصحيفة ميونخ اليومية، قبل عدة سنوات أصبح الأسم التاريخي لصيحفة زود دوتشي تسايتونج وكذلك لُقب القسم المحلي للصحيفة.
صدر العدد الأول في 6 أكتوبر لسنة 1945 بموجب ترخيص رقم 1 من قبل الحكومة العسكرية الشرقية بسعر 20 بنساً.